# Полтавский государственный медицинский университет
Полтавский государственный медицинский университет (укр. Полтавський державний медичний університет), известно также как Украинская медицинская и стоматологическая академия (англ. Poltava State Medical and Dental Academy) — высшее учебное заведение IV-го уровня аккредитации, находящееся в Полтаве, Украина.

## История
История Украинской медицинской стоматологической академии началась в 1921 году с создания одонтологического факультета на базе Харьковской медицинской академии. В этом же году академия была преобразована в медицинский институт с двумя факультетами: медицинским и одонтологическим.
В 1967 году институт был переведен в город Полтава, где был переименован в Полтавский медицинский стоматологический институт.
В 1994 году Полтавский медицинский стоматологический институт получил IІІ —  уровень аккредитации и статус Украинской медицинской стоматологической академии.
В 2021 году Украинская медицинская стоматологическая академия реорганизована путем присоединения к новосозданному Полтавскому государственному медицинскому университету

## Институты и факультеты
- В академии насчитывается 5 факультетов: стоматологический факультет, медицинский факультет № 1, медицинский факультет № 2, факультет подготовки иностранных студентов, факультет последипломного образования;
- 51 кафедра;
- Научно-исследовательский институт генетических и иммунологических основ развития патологий и фармакогенетики.

## Почётные выпускники
- Баштан В.П. —  заслуженный врач Украины, доктор медицинских наук, профессор.
- Безшапочный С.Б. — заслуженный деятель науки и техники Украины, доктор медицинских наук, профессор.
- Бобырева Л.Є. —  лауреат Государственной премии Украины в области науки и техники, доктор медицинских наук, профессор.
- Бобырев В.М. — заслуженный деятель науки и техники Украины, доктор медицинских наук, профессор.
- Грицай Н.М. (1953-2010) — заслуженный деятель науки и техники Украины, доктор медицинских наук, профессор.
- Ждан В.М. —  заслуженный врач Украины, доктор медицинских наук, профессор, ректор академии (с 2003).
- Кайдашев И.П. — заслуженный деятель науки и техники Украины, доктор медицинских наук, профессор.
- Ковалев Е.В. — заслуженный деятель науки и техники Украины, доктор медицинских наук, профессор.
- Коваленко О.Н. — лауреат Государственной премии Украины в области науки и техники, заслуженный врач Украины, доктор медицинских   наук, профессор.
- Мищенко В.П. — заслуженный деятель науки и техники Украины, доктор медицинских наук, профессор.
- Скрипников М.С. (1936-2010) —  заслуженный деятель науки и техники Украины, доктор медицинских наук, профессор, ректор академии (1987-2003).
- Шепитько В.И. —  лауреат Государственной премии Украины в области науки и техники, доктор медицинских наук, профессор.
- Рубаненко В.В. — заслуженный врач Украины, кандидат медицинских наук, профессор.
- Радлинский С.В. —  заслуженный врач Украины, доцент.
- Скрипникова Т.П. — заслуженный врач Украины, кандидат медицинских наук, профессор.
- Тарасенко Л.М.  — доктор медицинских наук, профессор.
- Шиян Е.Г. — заслуженный изобретатель и рационализатор Украины, кандидат медицинских наук, доцент.